# Meliosma sancta
Meliosma sancta är en tvåhjärtbladig växtart som beskrevs av J.F.Morales, A.Estrada och Cascante. Meliosma sancta ingår i släktet Meliosma och familjen Sabiaceae. Inga underarter finns listade.